# Patrick Sweeney
Patrick John Sweeney (født 12. august 1952) er en britisk tidligere roer og dobbelt olympisk medaljevinder.
Sweeney var styrmand i den britiske otter, der vandt sølv ved OL 1976 i Montreal. 12 år senere, ved OL 1988 i Seoul, vandt han bronze i disciplinen toer med styrmand, sammen med roerne Steve Redgrave og Andy Holmes. Han deltog også ved OL 1972 i München.
Sweeney vandt desuden fire VM-medaljer gennem karrieren, heriblandt en guldmedalje i både letvægts-otter og toer med styrmand.

## OL-medaljer
- 1976:  Sølv i otter
- 1988:  Bronze i toer med styrmand